# بخش سندرک
بخش سِندِرک، یکی از بخش‌های شهرستان میناب در استان هرمزگان ایران است. مرکز این بخش، شهر سندرک است.

## تقسیمات کشوری
- بخش سندرک
  - دهستان سندرک
  - دهستان درپهن
  - دهستان بندر

شهر: سندرک

## دیدنی‌ها
قلعه سندرک از نقاط و تاریخی و گردشگری این شهر می‌باشد. کوه مرتفع بخش سندرک در ۲۶ کیلومتری شرق بخش قرار دارد در منطقه چهارده روستا (کوه هوارگ با ارتفاع ۲۵۲۱ هزار متر) و بلندترین کوه شهرستان میناب به‌شمار می‌آید. کوه مهراب نیز با طبیعی بی‌نظیر در ۳۵ کیلومتری شرق بخش سندرک با ارتفاع ۲۰۵۰ متر قرار دارد. در روستای پوم (پیشانلکی) که در ۲۱ کیلومتری مرکز شهر سندرک واقع شده آثار دیدنی زیادی موجود است. ویرانه قدیمی درگ پایین دهستان بُندَر،  آب انبار  معروف شیرین و فرهاد روستای ارنگو پایین، قلعه گرو، کوه سفید، آبشار کشهران، آبشار دهیچ، رودخانه‌های فصلی و دائمی، جنگل کهنک، منطقه کوهستانی سرسبز گردشگری چهارده روستا، سدمازاوی وارنگو، ابشار و چشمه‌های اسلام آباد، روستای مشکالدین و کوه تاحتون از نقاط دیدنی بخش است.

## آب و هوا
آب و هوای بخش سندرک در فصل تابستان گرم و خشک، در پاییز معتدل و در فصل زمستان و اوایل  بهار خنک و بهاری است.

## جمعیت
بر پایه سرشماری عمومی نفوس و مسکن در سال ۱۳۹۵، جمعیت بخش سندرک برابر با ۲۲٬۱۲۶ نفر بوده‌است.